# Csorvás
Csorvás (en rumano: Ciorva) es una ciudad en elcondado de Békés, en la región de la Gran Llanura del Sur del sureste de Hungría .

## Geografía
Tiene una superficie de 90,18 kilómetros cuadrados y tiene una población de 4 369 personas (2024).
La ciudad de Csorvás se encuentra en el condado de Békés, junto a la carretera principal 47. El primer registro escrito de la ciudad data de 1217, pero Csorvás no se convirtió en un asentamiento independiente hasta 1857. La ciudad tiene una distribución simétrica y ha sido reconstruida tres veces a lo largo de su historia. Durante las excavaciones, los arqueólogos encontraron ruinas de una iglesia de la época de los Árpád.
El desarrollo de la ciudad se basó en el talento y la diligencia de sus habitantes húngaros, eslovacos y rumanos. En aquella época, la agricultura era la principal industria y la producción del asentamiento se basaba principalmente en trigo, maíz y la cría de cerdos y ganado vacuno.
Con la llegada de la línea ferroviaria Nagyvárad-Fiume en 1871, Csorvás se convirtió en el principal centro de transporte de productos agrícolas. En 1970, Csorvás ya era considerado un gran pueblo con infraestructura y canalización suficientemente desarrolladas como para garantizar el acceso fácil de agua y gas natural a todos los habitantes de la zona.
El municipio cuenta con el Hogar Social Unificado, un servicio integral especializado en la ayuda a personas mayores y enfermas. Además, la ciudad ofrece viviendas sociales para los jóvenes del municipio.
Csorvás cuenta ahora con un moderno centro urbano, así como con tres iglesias y una capilla alrededor de la plaza Szabadság. La ciudad también cuenta con un gran parque decorado con obras de arte. Las afueras de la ciudad se han designado como zonas verdes donde prospera la flor de Transilvania.
En marzo se organiza el "Encuentro Internacional de Folclore" para celebrar la boda de los padres de Béla Bartók en la iglesia católica de la ciudad. En junio se organiza la "Carrera de la Cosecha" y se muestra el proceso tradicional de trilla. Además, las Jornadas Gastronómicas Internacionales de Bodas se celebran a finales de julio y el festival de dedicación se celebra el primer domingo después del 15 de octubre.

## Ciudades hermanadas
Csorvás está hermanada con:
- Ozun, Rumanía
- Sládkovičovo, Eslovaquia
- Gornji Breg, Serbia

## Personas notables
- Zoltán Fülöp - futbolista